# Amélie Esterházy
Amélie Esterházy (vormals Amélie Grözinger; * 1982 in Regensburg) ist eine deutsche Künstlerin.

## Leben
Seit 2008 ist Amélie Esterházy als bildende Künstlerin tätig. Ihre Arbeit umfasst Skulpturen, Installationen, Arbeiten auf Papier, Videos und Zeichnung. Sie hat an zahlreichen nationalen und internationalen Ausstellungen teilgenommen, u. a. in Jeddah, Saudi-Arabien und der Art Biesenthal mit einer großformatigen Außenskulptur. In Zusammenarbeit mit dem deutsch-israelischen Architekten Zvi Hecker (1931–2023) entstand ihre erste Land-Art-Installation.
Sie erhielt Stipendien des Wilhelmina Barns Graham Trust in den Porthmeore Studios/St. Ives, England, UK mit der Turner-Preisträgerin Veronica Ryan, sowie die Al Balad Residency des Kultusministeriums in Saudi-Arabien.
In Berlin betreibt sie den Projektraum OPEN Berlin und hat dort zahlreiche Ausstellungen mit Künstlern wie Alicja Kwade, Katharina Sieverding, Gregor Hildebrandt kuratiert.

## Ausstellungen (Auswahl)
Einzelausstellungen
- 2024 “A calculus of the nervous system” Behncke Gallery, München
- 2020 “Smells like Apophenia” KanyaKage, Berlin
- 2019 „Moor Way“, Porthmeorstudios, St Ives
- 2018 „Speculum Maius“ Thomas von Aquin, Erzbistum Berlin
- 2017 „Solid Matter 2.0“ Diehl Galerie, Berlin
- 2017 „Noble Surface“, C1 Galerie, Berlin
- 2017 „Traces“ with Christiane Möbus, Allegra Ravizza Galerie, Lugano
- 2015 „Amelie Esterhazy & Molnar Zoltan“ Jecza Gallery, Timisoara
- 2014/15 “Imprints of Solid Matter”, Diehl Cube, Berlin
- 2014 „Interchangeable Templates“, Smac, Berlin
- 2013 „Elapsed Utopia“, Wendt & Friedmann Gallery, Berlin
- 2010 „Default Values“, Wendt & Friedmann Gallery, Berlin

Gruppenausstellungen 
- 2024 “Midsummer night”, Haus der Kunst, München
- 2024 “Modell und Wirklichkeit” die Möglichkeit einer Insel, Berlin
- 2023 “Aprés-Ski” Studio Mondial, Berlin
- 2023 “Another day at the office”, Office Impart, Berlin
- 2023 “Din A 4” Schaufenster, Berlin
- 2023 “Let life be beautiful like summer flowers” Wehrmühle, Biesenthal
- 2023 “The Exhibition, art residency program” Al Balad 2022, Jeddah
- 2022 “Departure” at former Airport Tegel, Berlin
- 2022 „Blanc de Bland“ Villa Schöningen, Potsdam
- 2021 „Schnee der hinterm Berge fällt“, Avlskarl Galerie, Kopenhagen
- 2021 „Cosmoscow“, Diehl Gallery, Moscow
- 2021 „Every truth has four corners“, OP ENHEIM, Wroclaw
- 2020 “2 Jahre Kanya & Kage” KanyaKage, Berlin
- 2020 “Future Forms and Fiction”, Schau Fenster, Berlin
- 2019 “AOTD” CCA Kunsthalle, Andratx
- 2018 „The Art House“ Office Impart, Hamburg
- 2018 „Works on paper“ Gussglasshalle, Berlin
- 2017 „Unavailable Works“ Gallery Benoni, Kopenhagen
- 2017 „Rohkunstbau XXIII“ Heinrich-Böll-Stiftung Schloss Lieberose, Berlin
- 2017 „Picha“ Me Collectors Room, Berlin
- 2017 „Small“ Sexauer Gallery, Berlin
- 2016 „Physical Fiction“ Garage Rotterdam, Rotterdam
- 2016 „New Adventures in Vexology“ Kunstverein Amrum, Amrum
- 2016 „Triangularities“ Centrum Berlin, Berlin
- 2016 „Maximum Likelyhood“ Kunsthaus Erfurt, Erfurt
- 2016 „In Formation“ Gallery Sexauer, Berlin
- 2015 „BERLIN ROMA, ROMA BERLIN“ Galerie Ebensperger, Berlin
- 2015 “Arcadia Unbound”, Funkhaus Berlin, Berlin
- 2015 „Porn, Porn, Porn“, EIGEN + ART Lab, Berlin
- 2015 „Ngorongoro“, Artist Weekend, Berlin
- 2015 „Starting Grid“, Display Gallery, London
- 2014 „rip, cut – grow“, l`oiseau presente, Artweek, Berlin
- 2014 „Kolibri“, Ballhaus-Gartenstrasse, Berlin
- 2014 „Mensch Maschine“, Skulpturen-Triennale, Bingen
- 2014 „Rekollekt“, Gallery Borchart, Hamburg
- 2014 „Schwarz weiß ich“, Kunstraum Kreuzberg, Berlin
- 2013 „Mixed Signals“ Part 2, Kunstverein Ulm, Ulm
- 2013 „Alles Wasser“, Gallery Mikael Andersen, Copenhagen
- 2013 „Bogota“, Hotel Bogota, Berlin
- 2013 „Luxus Loft“, Schaufenster, Berlin
- 2012 „APES presents“, Galerie Volker Diehl, Berlin
- 2012 „Appartement reinstalled“, Kunstraum Kreuzberg, Berlin
- 2012 „Alles Wasser“, Galerie Mikael Andersen, Berlin/Kopenhagen
- 2011 „Die Linie Überschreiten“, Westwendischer Kunstverein, Gatow
- 2011 „Backstage Riders“, Tagesspiegelgebäude, Berlin
- 2011 „Skulptur Abstrakt“, Georg Kolbe Museum, Berlin

## Stipendien
- 2022 Al Balad Artist Residency, Ministry of Culture run by Hafez Projects, Saudi Arabia
- 2022 Stipendium für Projektraumbetreiber*innen der Senatsverwaltung, Berlin
- 2022 X Keramika Majolika, Karlsruhe, Egerland Stiftung, Karlsruhe
- 2021 Stipendium für Projektraumbetreiber*innen der Senatsverwaltung Berlin
- 2018 Porthmeore Studios Residency in St.Ives gestiftet von Borlase Smart John Wells Trust und Wilhelmina  Barns-Graham-Trust
- 2014 CCA Andratx, Andratx, Spain